# لیو جیان‌لین
لیو جیان‌لین (انگلیسی: Lyu Jianlin؛ زادهٔ ۲۶ ژوئیهٔ ۱۹۹۶) ورزشکار ورزش تیراندازی اهل چین است.
وی در مسابقات کشوری و بین‌المللی در مجموع برندهٔ ۱ مدال طلا، ۱ مدال نقره، ۱ مدال برنز شده است.